# جيب غربالي
الجيب الغربالي (بالإنجليزية: Ethmoid sinus)‏ أحد الجيوب جانب الأنفية ويتكون من مجموعة من الأجواف الصغيرة تدعى خلايا غربالية والتي تقع ضمن التيه الغربالي.

## التقسيم
يتم تقسيم خلايا الجيب الغربالي حسب موقعها إلى ثلاثة أقسام: 
- الخلايا الغربالية الأمامية وهي تشكل القسم الأمامي من أجواف الجيب الغربالي والمحتفرة ضمن التيه الغربالي. تفتح الخلايا الغربالية الأمامية على القمع الغربالي والذي يفتح بدوره على القسم الأمامي من الفرجة الهلالية.
- الخلايا الغربالية الوسطى: عبارة عن مجموعة من الأجواف الصغيرة محتفرة ضمن التيه الغربالي وتشكل القسم المتوسط من الجيب الغربالي. تبرز الخلايا الغربالية المتوسطة ضمن جوف الأنف لتشكل بروز في الجدار الوحشي للصماخ الأنفي الأوسط يدعى الفقاعة الغربالية. تفتح الخلايا الوسطى على الفقاعة أو بالقرب منها.
- الخلايا الغربالية الخلفية: مجموعة من الأجواف الصغيرة المحتفرة ضمن التيه الغربالي. تفتح هذه الأجواف على جوف الأنف ضمن الصماخ العلوي في حين تفتح الخلايا الوسطى والأمامية على الصماخ الأوسط.

## الجدران
جدران الخلايا الغربالية تتشكل بشكل رئيس من التيه الغربالي بالإضافة للعظام التالية: الجبهي، والفكي العلوي، والدمعي، والوتدي، والحنكي.

## النزح
تنزح الخلايا الغربالية عبر فتحات خاصة إلى جوف الأنف. الخلايا الأمامية والوسطى تنفتح على الصماخ الأنفي الأوسط، في حين تفتح الخلايا الخلفية على الصماخ العلوي.

## التعصيب
يتم تعصيب الخلايا الغربالية عبر العصبين الغرباليين الأمامي والخلفي بالإضافة للفروع الحجاجية للعقدة الجناحية الحنكية.